# علاقات زنجبار الخارجية
العلاقات الخارجية لزنجبار يشير إلى العلاقات مع الدول الأخرى من قبل حكومة زنجبار المستقلة التي قامت بين عام 1856 إلى عام 1964، عندما أطاحت ثورة زنجبار بالسلطان الحاكم ووحدت البلاد مع تنجانيقا، التي شكلت تنزانيا فيما بعد.

## بريطانيا
في عام 1890 تخلت زنجبار رسميًا عن السيطرة على علاقاتها الخارجية من الإمبراطورية البريطانية. في عام 1906 قامت الولايات المتحدة الأمريكية بإضفاء الطابع الرسمي على معاهدة تخلت فيها عن أي مطالبات لزنجبار لصالح الإمبراطورية البريطانية.

## التوحيد
بعد توحيد وإنشاء دولة تنزانيا، تم التعامل مع العلاقات الخارجية لزنجبار من قبل الحكومة المشتركة في دار السلام ثم دودوما لاحقًا.